# Hidemi Kon
 (septembre 2016).
Hidemi Kon (今 日出海, Kon Hidemi, 6 novembre 1903 – 30 juillet 1984) est un critique littéraire et essayiste japonais de l'ère Shōwa.

## Jeunesse
Né à Hakodate dans la préfecture de Hokkaidō, Kon Hidemi est le frère cadet de l'écrivain, politicien et prêtre bouddhiste Tōkō Kon. Son père est capitaine d'un bateau à vapeur exploité par la Nippon Yusen, et la famille déménage à Kobe en 1911. Kon s'installe à Tokyo en 1918, où il est accepté au département de littérature française de l'université impériale de Tokyo. Parmi ses camarades de classe se trouvent Hideo Kobayashi et Tatsuji Miyoshi. C'est au cours de cette période de sa vie qu'il s'intéresse aU théâtre, fréquente le nouveau théâtre Tsukiji et participe à des représentations théâtrales en tant que membre du Kokoroza, compagnie théâtrale créée par des acteurs kabuki dans une tentative de créer une version plus moderne du théâtre japonais traditionnel. Tomoyoshi Murayama en est membre et Saburō Moroi compose la musique.
Après la fin de ses études, Kon obtient des emplois à temps partiel dans des revues littéraires, dont Bungei Shuto et Bungakukai, auxquelles il fournit des essais, des traductions d'André Gide et des critiques littéraires. Il est engagé comme conférencier par l'Université Meiji en 1932. Toutefois, il l'a quitte en 1935 pour consacrer ses efforts à diriger le film La Danseuse de la péninsule ( Hanto pas Maihime), avec Choi Seung-hee en vedette au nouveau Shinkō Kinema. Il écrit également le scénario du film. Kon visite Paris pendant la moitié de l'année 1937, et retrouve son ancien poste à l'Université Meiji en 1939. Durant la seconde guerre sino-japonaise, il poursuit une correspondance avec Mu Shiying, écrivain chinois qui espère que les échanges culturels aideront à faire la paix en Asie.
En novembre 1941, Kon est enrôlé dans l'armée impériale japonaise; Toutefois, l'armée reconnaît ses talents et l'affecte dans le corps de presse des Philippines occupées. Il rentre une fois au Japon en permission, mais est renvoyé aux Philippines en décembre 1944. Huit jours après son arrivée, la situation se détériore rapidement pour les forces japonaises à la suite du débarquement des forces américaines. Kon se cache dans les montagnes de Luçon pendant cinq mois, échappe plusieurs fois de peu à la mort alors qu'il couvre la fuite de l'armée impériale japonaise. Il quitte les Philippines à bord d'un avion de reconnaissance Type 100 vers Taïwan sous domination japonaise, et se trouve à bord d'un Douglas DC-3 de Taipei à Fukuoka lorsqu'est connue la reddition du Japon.

## Carrière littéraire
Tandis qu'il est directeur du département des arts au sein du Ministère de l'éducation en 1945–1946, Kon crée le festival japonais des arts, devenu de nos jours un événement annuel pour la promotion des activités culturelles, en particulier de la littérature japonaise. En 1946, Kon retourne à Manille, cette fois en tant que témoin au procès pour crimes de guerre du général Masaharu Homma.
En 1949, Kon publie Sanchu Horo (« Errance dans les montagnes »), histoire basée sur ses expériences de guerre aux Philippines, récit qui marque le début de sa carrière littéraire. Il est lauréat de l'édition 1950 du prix Naoki pour sa nouvelle, Tenno no Boshi (« Le chapeau de l'empereur »).
Les autres ouvrages biographiques de comprennent Miki Kiyoshi ni Okeru Ningen no Kenkyu, biographie romancée du philosophe Kiyoshi Miki et Yoshida Shigeru, consacré à la vie du Premier ministre du Japon d'après-guerre. Il perd la vue d’un œil en raison d'un décollement de la rétine en 1966
En juin 1968, le Premier ministre Eisaku Sato prie Kon d'accepter le poste nouvellement créé de directeur de l'Agence pour les affaires culturelles. Il occupe ce poste pendant quatre ans. À partir d'octobre 1972, il est également président de la Fondation du Japon, poste qu'il occupe pendant huit ans. Durant cette période, il est à l'origine de l'organisation à Tokyo d'une exposition d'œuvres d'art du Louvre, dont la Mona Lisa.
Kon est honoré du Grand Cordon de l'Ordre du Trésor sacré en 1974 et en 1978, il est désigné personne de mérite culturel. Il est également nommé directeur honoraire du théâtre national du Japon en 1980.
Kon s'installe à Kamakura, préfecture de Kanagawa vers 1931. Après un déménagement temporaire à Tokyo après la Seconde Guerre mondiale, il revient à Kamakura, où il réside de 1951 jusqu'à sa mort en 1984 à l'âge de 81 ans. Sa tombe se trouve au cimetière catholique de Kamakura.